# Zefir Bytom

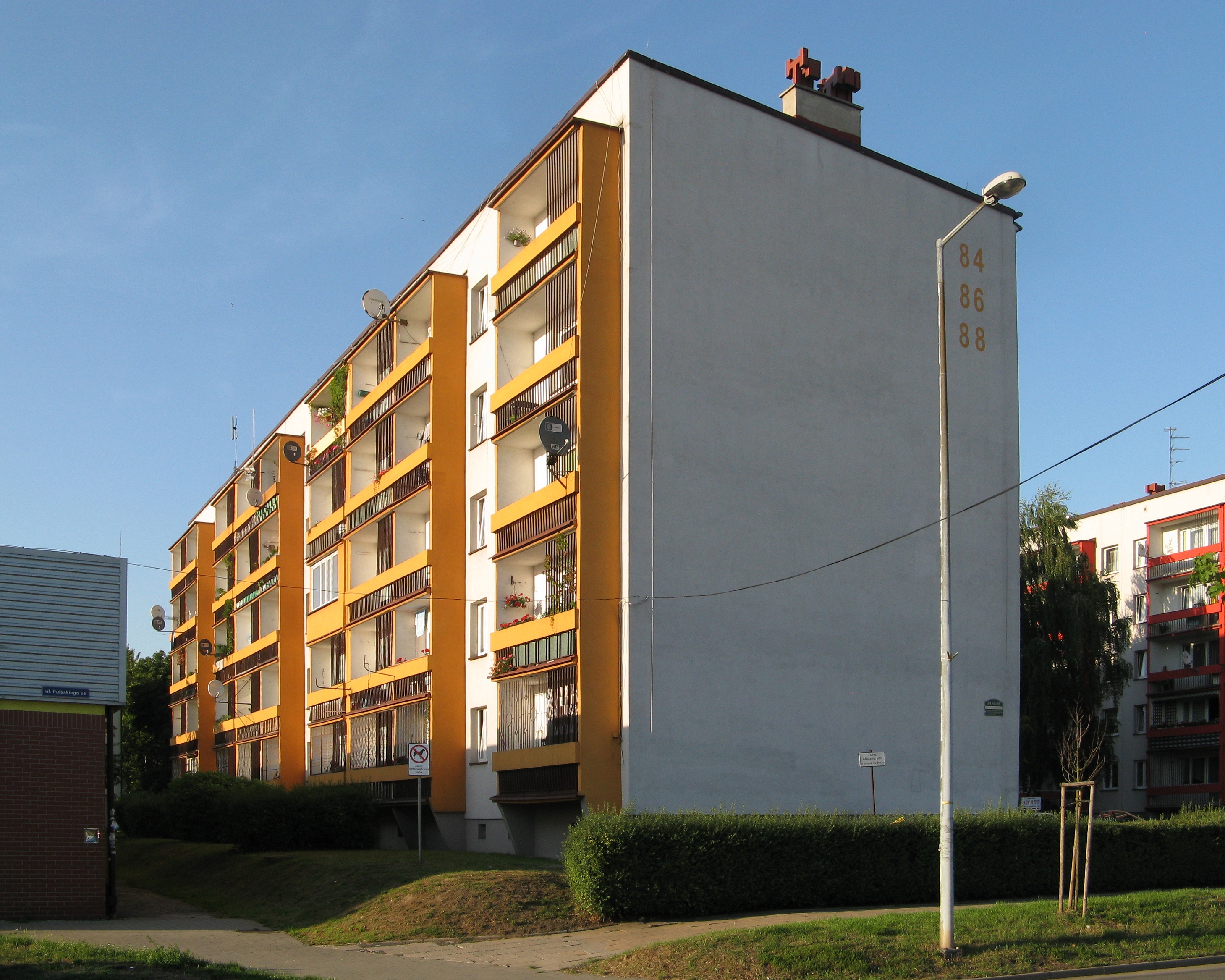
Blok przy ul. Kazimierza Pułaskiego w Bytomiu, siedziba klubu (2018)

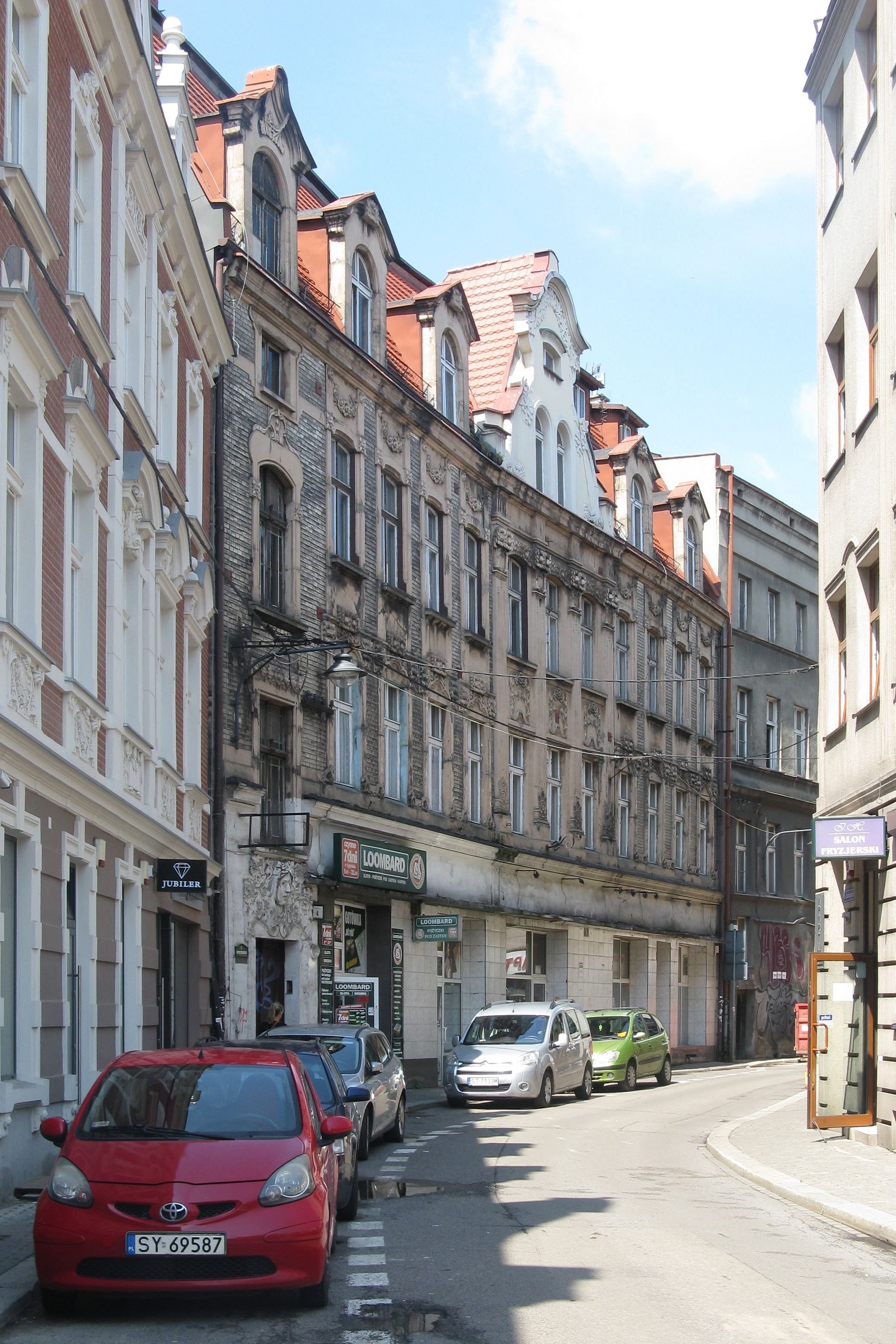
Kamienica przy ul. Antoniego Józefczaka 4 w Bytomiu, dawna siedziba klubu (2018)

Zefir Bytom (Klub Sportowy Nart Wodnych Zefir Bytom) – jeden z pierwszych tego rodzaju klubów sportowych w Polsce, który był pionierem w rozwoju nart wodnych w Polsce.

## Informacje ogólne
- Adres: ul. Kazimierza Pułaskiego 88/7, Bytom; dawna siedziba: ul. Antoniego Józefczaka 4, 41-902 Bytom

## Historia
Zefir Bytom jest jednym z pierwszych miejsc, gdzie dyscyplinę tę zaczęto uprawiać w formie zorganizowanej. Miało to miejsce na początku lat 60. XX w. Początki klubu są związane z jeziorem Dzierżno koło Pyskowic na Śląsku, gdzie kilku młodych ludzi z grupy żeglarzy klubu Górnik zbudowało drewnianą motorówkę i parę nart.       Dostępny wówczas silnik przyczepny AS 350 miał 27 KM, co pozwalało już na holowanie narciarza. Inspirację do technicznych rozwiązań czerpano z własnej wyobraźni i wiedzy technicznej.
Krótko później Polski Związek Motorowodny zorganizował staraniem członka Zarządu Bolesława Talago Komisję Narciarstwa Wodnego. On też poprowadził w roku 1964 latem pierwsze kursy sędziowskie, na bazie regulaminu zawodów w nartach wodnych tłumaczonych z francuskiego.
Już wtedy grupa Zefira jako Klub Wodny działała w ramach Ligi Obrony Kraju. W tym samym czasie zwodowano na Dzierżnie pierwszą polską skocznię. Kiedy już nauczono się skakać okazało się, że trzeba skocznię znacznie podwyższyć, żeby odpowiadała przepisom międzynarodowym.
Wielu członków Zefira startowało w pierwszych Mistrzostwach Polski. Zabawne wydarzenie miało miejsce w konkursie skoków, w czasie ogólnopolskich zawodów utonęła skocznia.Kolejne jednak zawody ogólnopolskie Augustowie w lipcu 1969 uświetniło lądowanie Neila Armstronga na księżycu co uczestnicy  mogli obejrzeć w telewizji.
Na Dierżnie tymczasem zamknięto akwen dla motorówek i zagospodarowany już ładny ośrodek trzeba było opuścić. Narciarskie przygody były nagrodą za ciężką pracę przy konstruowaniu potrzebnych 
łodzi i sprzętu w warsztatach Klubu. Najpierw siedziba Klubu była na Piekarskiej 4, później przez parę lat przy ul.Korfantego i na koniec przy Katowickiej 54. W tych warsztatach konstruowano nowoczesne motorówki, z nowatorskich wówczas żywic poliestrowych z włóknem szklanym. Dobry zbyt pozwalał na egzystencję Klubu. W Klubie wykonano też pierwszy polski wiroszybowiec, który jeszcze na Dzierżnie odbył parę lotów, również dla Polskiej Kroniki Filmowej.
Nowy ośrodek wodny znaleziono nad jeziorem Przeczyce. Tutaj przy znacznej pomocy Bytomskiego Zjednoczenia Przemysłu Węglowego powstał budynek socjalny oraz hangar z przystanią. Nowa skocznia
pochodziła też z górniczych zakładów. W latach tego bujnego rozkwitu Klub posiadał prawo prowadzenia firmy budowlanej której dochody wspierały kasę Klubu. Grupa młodych narciarzy mogła intensywnie i bezpłatnie prowadzić treningi sportowe. Systemem importu gospodarczego udało się w połowie lat 80. sprowadzić z USA motorówkę Ski Nautique 2001 z silnikiem 250 KM, co pozwoliło już na prawdziwy sport. W 1983 Michał Moś ze swoim trenerem Leszkiem Regeńczukiem pojechali na Mistrzostwa Świata do Tuluzy. Nawiązane tam kontakty znacznie wsparły dalszy rozwój tego sportu, nie tylko w Klubie.

## Rozwój Klubu
- 1959/60   
  - w stolarni jednej z firm budowlanych Chorzowa powstaje pierwsza motorówka klubowa Zefir.    Następny model Zefir S jest lżejszy i lepszy użytkowo. Silniki przyczepne AS300,Gad500,później Wicher.

- 1964
  - Utworzenie Klubu-jako Klub Wodny Ligi Obrony Kraju w Bytomiu.
  - Skocznia do nart wodnych na Dierżnie.
- Pierwszy Kurs Sędziów Nart Wodnych w Ośrodku Hutnika na Pogorii.
- Pierwsze Mistrzostwa Polski w Augustowie.
- 1965/69 
  - W pomieszczeniach Klubu przy ul. Katowickiej powstają pierwsze łodzie z żywic poliestrowych z włóknem szklanym. Jako napęd zastosowano silnik wbudowany Syrena 103 z ukośnym wałem.

Pod auspicjami WSM Bielsko Klub prowadzi sezonowy test silników Syrena do napędu łodzi dla MO.
- 1968/69
  - Dla potrzeb Nart Wodnych skonstruowano łódź dwukadłubową Zefir N z dwoma Wartburgami.
- 1969
  - V Mistrzostwa Polski w Nartach Wodnych na Dzierżnie. Znaczny sukces organizacyjny Klubu.

## Osiągnięcia  sportowe
- 1964 - udział członków Klubu w 1. Mistrzostwach Polski w Nartach Wodnych w slalomie: Dagobert Winskowski, Andrzej Sokalski, Lesław Regeńczuk, Czesław Jurek i Andrzej Drewiczewski

- 1969 - V Mistrzostwa Polski na Dzierżnie, zawodnicy klubu w czołówce skoków: Lesław Regeńczuk, Dagobert Winskowski, Andrzej Sokalski

- 2004 - zawodnicy klubu zajmują czołowe miejsca na listach rankingowych publikowanych przez Polski Związek Motorowodny i Narciarstwa Wodnego.

- Anna Moś - 1. miejsce w jeździe figurowej w 2005, 3 miejsce w slalomie (2005) i rekord Polski seniorów (2004).
- Justyna Mazurkiewicz - 2. miejsce w jeździe figurowej w 2005, 4 miejsce w slalomie.
- Dawid Kazek - 1. miejsce w jeździe figurowej 2005, 6 miejsce w slalomie i rekord Polski seniorów w 2005.
- 2007 - na Mistrzostwach Polski w Narciarstwie Wodnym Seniorów i Juniorów do lat 21 w Jaworznie rozegranych w dniach 28-30 września klub został sklasyfikowany na 3 miejscu w kategorii seniorów oraz wygrał rywalizację ogólnopolską w klasyfikacji drużynowej do lat 21[1].